# アブドゥレラー・アル＝マルキ
アブドゥレラー・アル＝マルキ（Abdulellah Al-Malki、1994年10月11日 - ）はサウジアラビアのサッカー選手。ポジションはMF。アル・ヒラル所属。

## 来歴

### クラブ
2015年よりアル・ワフダ・メッカに所属する。アル・ワフダでは2017-18シーズンのサウジ・ファーストディヴィジョンリーグの優勝。トップリーグ昇格に貢献した。2019年夏にアル・イテハドに移籍した。
2022年1月22日、アル・ヒラルと4年契約を結んだ。

### 代表
2022 FIFAワールドカップを戦う本大会メンバーに選出された。

## 代表歴

### 出場大会
- サウジアラビア代表
  - 2022 FIFAワールドカップ

### 試合数
- 国際Aマッチ 32試合 0得点（2019年-）[5]

| サウジアラビア代表 | 国際Aマッチ | 国際Aマッチ |
| 年                 | 出場        | 得点        |
| ------------------ | ----------- | ----------- |
| 2019               | 8           | 0           |
| 2020               | 2           | 0           |
| 2021               | 9           | 0           |
| 2022               | 10          | 0           |
| 2023               | 3           | 0           |
| 2024               |             |             |
| 通算               | 32          | 0           |